# A Deep-Fried Korean Thanksgiving
A deep-fried Korean Thanksgiving es el 52.º episodio de la serie de televisión norteamericana Gilmore Girls.

## Resumen del episodio
Emily visita a Lorelai en la posada y le pregunta si irá a la cena de Acción de Gracias, y ella le dice que sí; Kirk compra un gato y lo llama igual que él, aunque los resultados son desastrosos. Lorelai se encuentra con Dean y le dice que no deben terminar su relación, así él no siga con Rory. Lorelai y Rory deben asistir en una apretada agenda de cuatro cenas por el Día de Acción de Gracias: primero con los Kim, donde descubren que Dave hace de guitarrista gracias a un plan hecho por Lane; a la Sra. Kim le agrada Dave y luego él y Lane se besan y acuerdan para tener una cita. La segunda cena es con Sookie, donde toda la familia de Jackson decide freír el pavo; luego van donde Luke, y ahí Lorelai y Babette le dicen a Rory que el beso que Jess le dio no fue nada bueno. Finalmente, la cena en casa de Emily y Richard con varios amigos invitados. Uno de ellos le pregunta a Rory si solo ha enviado su solicitud a Harvard, y ella responde que también envió a otras, entre ellas Yale. Entonces Lorelai estalla y le echa la culpa a sus padres por la decisión de su hija. Ya más calmada, Lorelai le dice a Rory que no importa si ella va a Harvard o a Yale, solo espera que lo haga bien. Y Dean encara a Jess y le dice que no le haga las cosas muy fáciles a Rory.

## Curiosidades
- Si Kirk tiene terrores nocturnos (como se descubre en la cuarta temporada), ¿por qué duerme en la plazuela de Stars Hollow?
- Rory le dice a Jess que nunca había roto con Dean, pero sabemos que ellos habían terminado ya antes, en la primera temporada.

- Datos: Q11679616